# 霍奇理论
数学上，霍奇理论是光滑流形M的代数拓扑的研究的一个方面。更精确的讲，它寻找M的实系数上同调群在和M上的黎曼度量相关的一般化的拉普拉斯算子的偏微分方程理论中的应用。
它由霍奇于1930年代作为德拉姆上同调的扩展而发展出来，并在三个层次上有重要应用：
- 黎曼流形
- 凯勒流形
- 複射影簇的代数几何

最初的发展过程中，M 取作紧致并且无边界流形。在所有三个层次上，该理论的后续工作很有影响，作出贡献的有小平邦彦（可能部分受到在普林斯顿的赫尔曼·外尔的影响）和后来的很多人。

## 参看
- 霍奇链
- 霍奇猜想
- 周期映射
- Torelli定理
- 霍奇的结构的变化
- Yoga of weights (代数几何)